# Чупак Таміла Петрівна
Тамі́ла Петрі́вна Чупа́к (нар. 1968, м. Кам'янка (Черкаська область)) — українська письменниця, член Національної спілки письменників України (2019).

## Біографія
Народилася 14 травня 1968 в м. Кам'янка (Черкаська область) на Черкащині в родині вчителів. Закінчила Кам'янську музичну школу, Черкаське музичне училище ім. С. Гулака-Артемовського, музично-педагогічний факультет Кіровоградського педагогічного інституту (1993). Працювала викладачем у музичній школі, з 1996 року в Кам'янському державному історико-культурному заповіднику, з 2013 року — заступник директора заповідника. Засновниця і керівник Кам'янської дитячої літературної студії «Брость» ім. Д. Кононенка.

## Літературна діяльність
Поетеса, прозаїк.

Авторка збірок поезій «Я молюся піснею до неба» (2010), «Білим по білому» (2012), «Перелуння» (2018), книги малої прози «Павутинкова мелодія бабиного літа» (2015), збірки для дітей «Косички у стані афекту» (2019), роману «Соло горихвістки»(2023), музичних збірок «У серце звуком семиструнним» (2008) і «Співограй» (2010).
Поезії Таміли Чупак властива тонка, незужита образність думок і почуттів.

## Відзнаки
Лауреатка районної краєзнавчої премії ім. М. Шкаліберди (2010, 2012). Учасниця низки пісенних і композиторських конкурсів, лауреатка фестивалю «Осіннє рандеву» (2008) в Миргороді, обласної премії ім. П. Демуцького (2009). Переможниця Всеукраїнського літературного конкурсу за кращий твір для дітей «Лоскотон» (2019), всеукраїнської літературної премії ім. І. Дробного (2021).
Лауреатка Літературної премії імені Тодося Осьмачки (2025) за збірку поезій «При Сутність».